# Ásgeir Ásgeirsson
Ásgeir Ásgeirsson (wym. [ˈausceir̥ ˈausceir̥sɔ]; ur. 13 maja 1894 w Kóranesi á Mýrum, zm. 15 września 1972 w Reykjavíku) – islandzki polityk, premier w latach 1932–1934 i prezydent w latach 1952–1968.

## Życiorys
W 1915 ukończył z wyróżnieniem teologię na Háskóli Íslands w Reykjavíku, ale uznano go za młodego, by zostać wyświęconym na pastora. W latach 1916–1917 kontynuował studia na Uniwersytecie w Kopenhadze i w Uppsali.
W 1923, w wieku 29 lat, został po raz pierwszy wybrany do Alþingi z ramienia Partii Postępu. Wkrótce został wybrany przewodniczącym parlamentu i z tej racji prowadził w 1930 w dolinie Þingvellir uroczystości z okazji tysiąclecia powstania Alþingi. W 1931 otrzymał tekę ministra finansów, a rok później został premierem Islandii. W 1934 opuścił szeregi Partii Postępu, występując w następnych wyborach parlamentarnych jako kandydat niezależny. Od roku 1937 należał do Partii Socjaldemokratycznej.
Pozostał członkiem parlamentu aż do wyborów prezydenckich w 1952 roku, gdy po zaciętej rywalizacji ze wspólnym kandydatem Partii Niepodległości i Partii Postępu Bjarni Jónssonem został wybrany na drugiego w historii prezydenta Islandii. Pozostawał na tym stanowisku przez cztery kolejne kadencje, a po każdym czteroletnim okresie prezydentury (w 1956, 1960 i 1964) nie pojawiali się żadni kontrkandydaci.